# ホルヘ・リベラ (格闘家)
ホルヘ・リベラ（Jorge Rivera、1972年2月28日 - ）は、アメリカ合衆国の男性総合格闘家。マサチューセッツ州 フレイミングハム出身。リベラ・アスレチック・センター所属。ブラジリアン柔術茶帯。元HOOKnSHOOT世界ライトヘビー級王者。

## 来歴
1991年までアメリカ陸軍に所属。1997年3月より総合格闘技の練習を始め、2001年6月にブランドン・リー・ヒンクル戦でプロデビュー。TKO負けに終わった。
2002年5月18日、USMMAライトヘビー級王座決定戦でジョー・ナイと対戦し、パンチ連打でTKO勝ちを収め王座獲得に成功した。
2002年9月21日、USMMAで行われたHOOKnSHOOT世界ライトヘビー級タイトルマッチで王者トラヴィス・ルターと対戦し、パウンドでTKO勝ちを収め王座獲得に成功した。

### UFC
2003年9月26日、UFC初参戦となったUFC 44でデビッド・ロワゾーに判定勝ちを収めた。
2004年1月31日、UFC 46でリー・マーレイに一本負けを喫した。10月22日のUFC 50ではリッチ・フランクリンに一本負けし、UFC2連敗となった。
2005年4月30日、前年からのCage Rageでの連勝を経て、アンデウソン・シウバの持つ世界ミドル級王座に挑戦するも、TKO負けを喫し王座獲得に失敗した。
2006年、ミドル級王座挑戦権を賭けたリアリティ番組「The Ultimate Fighter」のシーズン4に参加するも、緒戦でパトリック・コーテに敗れる。11月11日のフィナーレではエドウィン・デューイーズにTKOで勝利。
2008年1月19日、1年振りに出場したUFC 80でケンドール・グローブに勝利する。6月7日のUFC 85ではマルティン・カンプマンにギロチンチョークで一本負けとなった。
2009年4月1日、UFC Fight Night: Condit vs. Kampmannでニッセン・オスターネックに判定勝ちを収めた。10月24日、UFC 104でロブ・キモンズにTKO勝ちを収めた。
2010年3月31日、UFC Fight Night: Florian vs. Gomiでは同じTUF出身のネイサン・クォーリーと対戦。1Rから打撃で攻勢に出て、2R開始直後には左フックでダウンさせ、パウンドでTKO勝ちを収めた。
2011年2月27日、UFC 127でマイケル・ビスピンと対戦し、スタンドパンチ連打でTKO負けを喫した。
2012年1月20日、UFC on FX 1でエリック・シェイファーと対戦し、パウンドでTKO勝ち。試合後に引退を表明した。

## 戦績
| 総合格闘技 戦績 | 総合格闘技 戦績 | 総合格闘技 戦績 | 総合格闘技 戦績 | 総合格闘技 戦績 | 総合格闘技 戦績 | 総合格闘技 戦績 |
| --------------- | --------------- | --------------- | --------------- | --------------- | --------------- | --------------- |
| 29 試合         | (T)KO           | 一本            | 判定            | その他          | 引き分け        | 無効試合        |
| 20 勝           | 14              | 2               | 4               | 0               | 0               | 0               |
| 9 敗            | 5               | 3               | 1               | 0               | 0               | 0               |

| 勝敗 | 対戦相手                         | 試合結果                          | 大会名                                                         | 開催年月日     |
| ○    | エリック・シェイファー           | 2R 1:31 TKO（パウンド）           | UFC on FX 1: Guillard vs. Miller                               | 2012年1月20日  |
| ×    | コンスタンティノス・フィリッポウ | 5分3R終了 判定1-2                 | UFC 133: Evans vs. Ortiz                                       | 2011年8月7日   |
| ×    | マイケル・ビスピン               | 2R 1:54 TKO（スタンドパンチ連打） | UFC 127: Penn vs. Fitch                                        | 2011年2月27日  |
| ○    | ネイサン・クォーリー             | 2R 0:29 TKO（左フック→パウンド）  | UFC Fight Night: Florian vs. Gomi                              | 2010年3月31日  |
| ○    | ロブ・キモンズ                   | 2R 2:30 TKO（パウンド）           | UFC 104: Machida vs. Shogun                                    | 2009年10月24日 |
| ○    | ニッセン・オスターネック         | 5分3R終了 判定3-0                 | UFC Fight Night: Condit vs. Kampmann                           | 2009年4月1日   |
| ×    | マルティン・カンプマン           | 1R 2:44 ギロチンチョーク          | UFC 85: Bedlam                                                 | 2008年6月7日   |
| ○    | ケンドール・グローブ             | 1R 1:20 KO（スタンドパンチ連打）  | UFC 80: Rapid Fire                                             | 2008年1月19日  |
| ×    | テリー・マーティン               | 1R 0:14 KO（パウンド）            | UFC 67: All or Nothing                                         | 2007年2月3日   |
| ○    | エドウィン・デューイーズ         | 1R 2:37 TKO（パウンド）           | The Ultimate Fighter 4 Finale                                  | 2006年11月11日 |
| ○    | ティモシー・ウィリアムス         | 1R 3:50 TKO（パンチ連打）         | WFL 6 Real: No Fooling Around                                  | 2006年4月1日   |
| ×    | クリス・リーベン                 | 1R 1:44 TKO（右フック）           | Ultimate Fight Night 3                                         | 2006年1月16日  |
| ○    | デニス・ホールマン               | 5分3R終了 判定3-0                 | UFC 55: Fury                                                   | 2005年10月7日  |
| ○    | マルセロ・アゼベド               | 5分3R終了 判定3-0                 | Cage Rage 13: No Fear                                          | 2005年9月10日  |
| ○    | ダニー・ヴェガ                   | 1R 0:47 チョークスリーパー        | WFL 3: Unleashed                                               | 2005年8月6日   |
| ×    | アンデウソン・シウバ             | 2R 3:53 TKO（膝蹴り→パウンド）    | Cage Rage 11: Face Off 【Cage Rage世界ミドル級タイトルマッチ】 | 2005年4月30日  |
| ○    | アレックス・リード               | 1R 0:41 TKO（パウンド）           | Cage Rage 10: Deliverance                                      | 2005年2月26日  |
| ×    | リッチ・フランクリン             | 3R 4:28 腕ひしぎ十字固め          | UFC 50: The War of '04                                         | 2004年10月22日 |
| ○    | マーク・ウィアー                 | 1R TKO（ドクターストップ）        | Cage Rage 7: Battle of Britain                                 | 2004年7月10日  |
| ○    | ジェームス・ゲイバート           | 3R 4:10 TKO（パンチ連打）         | MMA: Eruption 【Eruptionミドル級王座決定戦】                   | 2004年4月30日  |
| ×    | リー・マーレイ                   | 1R 1:45 腕ひしぎ三角固め          | UFC 46: Supernatural                                           | 2004年1月31日  |
| ○    | デビッド・ロワゾー               | 5分3R終了 判定3-0                 | UFC 44: Undisputed                                             | 2003年9月26日  |
| ○    | ソロモン・ハッチャーソン         | 1R 3:01 KO（パンチ連打）          | USMMA 3: Ring of Fury                                          | 2003年5月3日   |
| ○    | アンディ・ラグデン               | 1R チョークスリーパー             | Cage Warriors 2: Fists of Fury                                 | 2002年11月30日 |
| ○    | トラヴィス・ルター               | 3R 3:46 TKO（パウンド）           | USMMA 2: Ring of Fury 【HnS世界ライトヘビー級タイトルマッチ】  | 2002年9月21日  |
| ○    | ジョー・ナイ                     | 1R 0:52 TKO（パンチ連打）         | USMMA 1: Ring of Fury 【USMMAライトヘビー級王座決定戦】        | 2002年5月18日  |
| ○    | ブライアン・ホーキンス           | 1R KO（パンチ連打）               | TFC FightZone: Back in the Zone                                | 2002年3月22日  |
| ○    | エリアス・リベラ                 | 1R 6:50 TKO（パンチ連打）         | Mass Destruction 3                                             | 2001年8月4日   |
| ×    | ブランドン・リー・ヒンクル       | 2R 1:54 TKO（タオル投入）         | Reality Superfighting 2: Attack at the Track                   | 2001年6月23日  |

## 獲得タイトル
- USMMAライトヘビー級王座（2002年）
- 第2代HOOKnSHOOT世界ライトヘビー級王座（2002年）
- Eruptionミドル級王座（2004年）